# Eichig (Neunkirchen am Sand)
Eichig ist ein Gemeindeteil der Gemeinde Neunkirchen am Sand im Landkreis Nürnberger Land (Mittelfranken, Bayern). Eichig liegt in der Gemarkung Rollhofen.

## Geografie
Die Einöde befindet sich etwa einen Kilometer nordöstlich der Ortsmitte von Rollhofen und drei Kilometer nordöstlich von Neunkirchen. Sie liegt auf einer Höhe von 363 m ü. NHN, am südwestlichen Fuß des Rothenberges. Die Anbindung an das öffentliche Straßennetz wird durch eine nicht asphaltierte Gemeindestraße hergestellt, die Eichig mit Rollhofen verbindet.

## Geschichte
Der frühere Name von Eichig lautete Fallhaus, was im Oberdeutschen das meist abseits des Hauptortes gelegene Haus des Abdeckers bezeichnet (siehe Fallhaus).
Durch die zu Beginn des 19. Jahrhunderts im Königreich Bayern durchgeführten Verwaltungsreformen wurde der Ort mit dem zweiten Gemeindeedikt Teil der Ruralgemeinde Rollhofen. Im Zuge der kommunalen Gebietsreform in Bayern wurde Eichig zusammen mit der Gemeinde Rollhofen 1972 in die Gemeinde Neunkirchen eingegliedert. Im Jahr 1961 zählte Eichig sieben Einwohner.

## Gnadenhof
Im Jahr 2001 wurde das Gehöft baulich erweitert und zum Gnadenhof für Tiere umfunktioniert. Im Mittel werden dort 200 Tiere von den Bewohnern des Eichighofs betreut.